# Bernard Silver
Bernard Silver (21 septembre 1924 - 28 août 1963) est un développeur du code-barres qui travailla aux côtés de Norman Joseph Woodland.

## Biographie
Bernard Silver a obtenu sa licence de sciences en génie électrique à l'Institut Drexel de technologie en 1947. En 1948, avec Norman Joseph Woodland, il invente un moyen automatisé de lire les données du produit après avoir entendu la conversation d'un épicier.
Leurs premiers résultats, un système de lignes et de cercles basés sur le code morse, a été remplacé par un modèle "cible" afin qu'il puisse être balayé dans toutes les directions. Silver et Woodland ont déposé un brevet pour leur système le 20 octobre 1949. Le brevet US 2 612 994 est accordée le 7 octobre, 1952. Les deux hommes ont finalement vendu leur brevet à Philco pour 15 000 $.
Au cours de sa carrière, Silver a servi comme professeur de physique à Drexel et comme vice-président de Electro Nite Inc. Il est décédé le 28 août 1963 d'une bronchopneumonie due à la leucémie myéloïde aiguë à l'âge de 38 ans. 
En 2011, Silver et Woodland, ont été intronisés au National Inventors hall of Fame.